# Liste d'œuvres d'art dans l'espace public en Loire-Atlantique
 (septembre 2022).
Cet article vise à recenser les œuvres d'art dans l'espace public en Loire-Atlantique, en France.

## Liste
Les œuvres sont classées par ordre alphabétique de communes et, au sein de celles-ci, par ordre chronologique d'installation, dans la mesure des informations disponibles.

### Sculptures
| Œuvre                                 | Auteur                            | Commune                      | Localisation                                    | Notes | Installation                                    | Coordonnées                                     | Illustration                                    |
| ------------------------------------- | --------------------------------- | ---------------------------- | ----------------------------------------------- | --- | ----------------------------------------------- | ----------------------------------------------- | ----------------------------------------------- |
| Statue de Joachim du Bellay,          | Adolphe Léofanti                  | Ancenis                      | Dans le jardin de l'Éperon                      | Représente Joachim du Bellay. | 1894                                            | 47° 21′ 48″ nord, 1° 10′ 40″ ouest              | Statue de Joachim du Bellay                     |
| Buste de Francis Robert,              | Pierre-Victor Dautel              | Ancenis                      | Boulevard Pasteur, aux abords de la voie ferrée | L'original en bronze réalisé en 1907 par Émile Gaucher érigé sur la place des Halles est fondu sous le régime de Vichy, dans le cadre de la mobilisation des métaux non ferreux. L'allégorie de la Charité n'a pas été remplacée. | 1946                                            | à géolocaliser                                  | Image manquante                                 |
| Buste de Léon Séché,                  | À déterminer                      | Ancenis                      | Dans le square du boulevard Léon-Séché          | Représente Léon Séché. L'original en bronze réalisé en 1925 par Hortense Tanvet-Béar érigé dans le square sur la place du Puits-Ferré est fondu sous le régime de Vichy, dans le cadre de la mobilisation des métaux non ferreux. | 1957                                            | à géolocaliser                                  | Image manquante                                 |
| La Porteresse                         | Jean Fréour                       | Batz-sur-Mer                 | Place Adèle-Pichon, musée des marais salants    | | À déterminer                                    | 47° 16′ 43″ nord, 2° 28′ 40″ ouest              | Image manquante                                 |
| The Settlers                          | Sarah Sze                         | Bouguenais                   | Port Lavigne                                    | Réalisée dans le cadre de la manifestation Estuaire. | 2012                                            | 47° 11′ 15″ nord, 1° 38′ 19″ ouest              | Image manquante                                 |
| Esculape                              | À déterminer                      | Clisson                      | Domaine de la Garenne Lemot                     | Représente Asclépios. | À déterminer                                    | à géolocaliser                                  | Esculape                                        |
| Faustine                              | À déterminer                      | Clisson                      | Domaine de la Garenne Lemot                     | | À déterminer                                    | à géolocaliser                                  | Faustine                                        |
| Le Sénateur                           | À déterminer                      | Clisson                      | Domaine de la Garenne Lemot                     | |                                                 | à géolocaliser                                  | Le Sénateur                                     |
| La Maison dans la Loire               | Jean-Luc Courcoult                | Couëron                      | Loire                                           | Réalisée dans le cadre de la manifestation Estuaire. | 2012                                            | 47° 16′ 04″ nord, 1° 49′ 57″ ouest              | Image manquante                                 |
| Sculptures                            | Nicolas Fedorenko                 | Guérande                     | À déterminer                                    | | À déterminer                                    | 47° 19′ 42″ nord, 2° 25′ 45″ ouest              | Image manquante                                 |
| Serpentine rouge                      | Jimmie Durham                     | Indre                        | À déterminer                                    | Réalisée dans le cadre de la manifestation Estuaire. | 2009                                            | 47° 11′ 47″ nord, 1° 40′ 40″ ouest              | Image manquante                                 |
| Anne de Bretagne                      | Yves Le Corre                     | La Baule-Escoublac           | À déterminer                                    | Représente Anne de Bretagne. Sert également de cadran solaire. | 2014                                            | 47° 16′ 27″ nord, 2° 21′ 37″ ouest              | Image manquante                                 |
| Continuación                          | Jiménez Deredia                   | La Baule-Escoublac           | Place Rhin-et-Danube                            | | 2003                                            | 47° 17′ 18″ nord, 2° 23′ 21″ ouest              | Image manquante                                 |
| Couple de Silénus                     | Agnès Rispal                      | La Baule-Escoublac           |                                                 | | 2009                                            | 47° 16′ 51″ nord, 2° 24′ 17″ ouest              | Image manquante                                 |
| Buste de Pierre Benoît                | Jacqueline Blanchet-Beall         | La Baule-Escoublac           |                                                 | |                                                 | à géolocaliser                                  | Image manquante                                 |
| Hervé Rielle                          | René Paris                        | Le Croisic                   | À déterminer                                    | | À déterminer                                    | 47° 17′ 56″ nord, 2° 30′ 57″ ouest              | Image manquante                                 |
| Pierre Bouguer                        | Jean Fréour                       | Le Croisic                   | À déterminer                                    | Représente Pierre Bouguer. | À déterminer                                    | 47° 17′ 42″ nord, 2° 30′ 41″ ouest              | Image manquante                                 |
| Statue de Louis XVI                   | Copie d'après Dominique Molknecht | Le Loroux-Bottereau          | Sur le parvis de l'église                       | Représente Louis XVI. L'originale est dans l'office de tourisme. | À déterminer                                    | à géolocaliser                                  | Statue de Louis XVI                             |
| Misconceivable                        | Erwin Wurm                        | Le Pellerin                  | Canal de la Martinière                          | Réalisée dans le cadre de la manifestation Estuaire. | 2007                                            | 47° 12′ 30″ nord, 1° 47′ 02″ ouest              | Image manquante                                 |
| Jeanne d'Arc                          | Serge Zélikson                    | Le Pouliguen                 | À déterminer                                    | Représente Jeanne d'Arc. | 1931                                            | 47° 16′ 30″ nord, 2° 25′ 37″ ouest              | Image manquante                                 |
| Sans titre                            | Jean-Alexandre Delattre           | Le Pouliguen                 | Quai du Commandant-l'Herminier                  | Placée à l'origine sur le rond-point du port, déplacée devant l'office de tourisme. | À déterminer                                    | 47° 16′ 50″ nord, 2° 25′ 40″ ouest              | Image manquante                                 |
| Jeanne d'Arc                          | À déterminer                      | Legé                         | À déterminer                                    | Représente Jeanne d'Arc. | À déterminer                                    | 47° 02′ 33″ nord, 1° 57′ 10″ ouest              | Image manquante                                 |
| Parc de sculptures                    | Jean-Claude Lambert               | Mouzeil                      | À déterminer                                    | | À déterminer                                    | 47° 26′ 27″ nord, 1° 17′ 47″ ouest              | Image manquante                                 |
|                                       |                                   | Nantes                       | Voir la liste des œuvres publiques à Nantes     | Voir la liste des œuvres publiques à Nantes | Voir la liste des œuvres publiques à Nantes     | Voir la liste des œuvres publiques à Nantes     | Voir la liste des œuvres publiques à Nantes     |
| Serpent d'océan                       | Huang Yong Ping                   | Saint-Brevin-les-Pins        | Pointe de Mindin                                | Réalisée dans le cadre de la manifestation Estuaire. | 2012                                            | 47° 16′ 07″ nord, 2° 10′ 15″ ouest              | Image manquante                                 |
| Monument de la paix                   | Pierre Garçon                     | Saint-Herblain               | À déterminer                                    | | 2000                                            | 47° 12′ 54″ nord, 1° 38′ 52″ ouest              | Image manquante                                 |
|                                       |                                   | Saint-Nazaire                | Voir la liste des œuvres d'art de Saint-Nazaire | Voir la liste des œuvres d'art de Saint-Nazaire | Voir la liste des œuvres d'art de Saint-Nazaire | Voir la liste des œuvres d'art de Saint-Nazaire | Voir la liste des œuvres d'art de Saint-Nazaire |
| Général Louis Juchault de Lamoricière | Jean-Baptiste Belloc              | Saint-Philbert-de-Grand-Lieu | Place de l'Église                               | Représente Louis Juchault de Lamoricière. Érigée à l'origine à Constantine, en Algérie. | 1969                                            | 47° 02′ 11″ nord, 1° 38′ 27″ ouest              | Image manquante                                 |
| Sculpture dans l'île                  | Ivan Messac                       | Saint-Sébastien-sur-Loire    | Île Forget                                      | | 1988                                            | 47° 12′ 38″ nord, 1° 30′ 48″ ouest              | Image manquante                                 |
| Forge et Nature                       | François Lavrat                   | Trignac                      | Rue de la Mairie                                | | À déterminer                                    | 47° 19′ 03″ nord, 2° 11′ 14″ ouest              | Image manquante                                 |

### Fontaines
| Œuvre               | Auteur            | Commune       | Localisation                                    | Notes                                           | Installation                                    | Coordonnées                                     | Illustration                                    |
| ------------------- | ----------------- | ------------- | ----------------------------------------------- | ----------------------------------------------- | ----------------------------------------------- | ----------------------------------------------- | ----------------------------------------------- |
| La Loire            | Jacques Raoult    | Ancenis       | À déterminer                                    |                                                 | À déterminer                                    | 47° 21′ 49″ nord, 1° 10′ 29″ ouest              | Image manquante                                 |
| Fontaine            | Nicolas Fedorenko | Guérande      | Place Saint-Aubin                               |                                                 | 2005                                            | 47° 19′ 40″ nord, 2° 25′ 45″ ouest              | Image manquante                                 |
|                     |                   | Nantes        | Voir la liste des œuvres publiques à Nantes     | Voir la liste des œuvres publiques à Nantes     | Voir la liste des œuvres publiques à Nantes     | Voir la liste des œuvres publiques à Nantes     | Voir la liste des œuvres publiques à Nantes     |
| Fontaine du Dauphin | À déterminer      | Pornichet     | Place Foch                                      |                                                 | À déterminer                                    | 47° 16′ 09″ nord, 2° 20′ 35″ ouest              | Image manquante                                 |
|                     |                   | Saint-Nazaire | Voir la liste des œuvres d'art de Saint-Nazaire | Voir la liste des œuvres d'art de Saint-Nazaire | Voir la liste des œuvres d'art de Saint-Nazaire | Voir la liste des œuvres d'art de Saint-Nazaire | Voir la liste des œuvres d'art de Saint-Nazaire |

### Œuvres disparues ou retirées
| Œuvre               | Auteur              | Commune             | Localisation                                    | Notes | Installation                                    | Coordonnées                                     | Illustration                                    |
| ------------------- | ------------------- | ------------------- | ----------------------------------------------- | --- | ----------------------------------------------- | ----------------------------------------------- | ----------------------------------------------- |
| Statue de Louis XVI | Dominique Molknecht | Le Loroux-Bottereau | Sur le parvis de l'église                       | Représente Louis XVI. Endommagée par les intemepéries, elle est retirée[Quand ?], remplacée par une copie et exposée dans l'office de tourisme. | 1823                                            | à géolocaliser                                  | Image manquante                                 |
|                     |                     | Nantes              | Voir la liste des œuvres publiques à Nantes     | Voir la liste des œuvres publiques à Nantes | Voir la liste des œuvres publiques à Nantes     | Voir la liste des œuvres publiques à Nantes     | Voir la liste des œuvres publiques à Nantes     |
|                     |                     | Saint-Nazaire       | Voir la liste des œuvres d'art de Saint-Nazaire | Voir la liste des œuvres d'art de Saint-Nazaire                                                                                                 | Voir la liste des œuvres d'art de Saint-Nazaire | Voir la liste des œuvres d'art de Saint-Nazaire | Voir la liste des œuvres d'art de Saint-Nazaire |

### Œuvres diverses
| Œuvre                 | Auteur           | Commune               | Localisation                                    | Notes                                                | Installation                                    | Coordonnées                                     | Illustration                                    |
| --------------------- | ---------------- | --------------------- | ----------------------------------------------- | ---------------------------------------------------- | ----------------------------------------------- | ----------------------------------------------- | ----------------------------------------------- |
| Villa cheminée        | Tatzu Nishi (en) | Bouée                 | À déterminer                                    | Réalisée dans le cadre de la manifestation Estuaire. | 2009                                            | 47° 16′ 54″ nord, 1° 53′ 47″ ouest              | Image manquante                                 |
| L'Observatoire        | Tadashi Kawamata | Lavau-sur-Loire       | À déterminer                                    | Réalisée dans le cadre de la manifestation Estuaire. | 2007                                            | 47° 17′ 53″ nord, 1° 58′ 20″ ouest              | Image manquante                                 |
|                       |                  | Nantes                | Voir la liste des œuvres publiques à Nantes     | Voir la liste des œuvres publiques à Nantes          | Voir la liste des œuvres publiques à Nantes     | Voir la liste des œuvres publiques à Nantes     | Voir la liste des œuvres publiques à Nantes     |
| Le Jardin étoilé      | Kinya Maruyama   | Paimbœuf              | À déterminer                                    | Réalisée dans le cadre de la manifestation Estuaire. | 2007                                            | 47° 17′ 12″ nord, 2° 01′ 01″ ouest              | Image manquante                                 |
| Le Pendule            | Roman Signer     | Rezé                  | Trentemoult                                     | Réalisée dans le cadre de la manifestation Estuaire. | 2009                                            | 47° 11′ 36″ nord, 1° 35′ 14″ ouest              | Image manquante                                 |
| Did I miss something? | Jeppe Hein       | Saint-Jean-de-Boiseau | Château du Pé                                   | Réalisée dans le cadre de la manifestation Estuaire. | 2007                                            | 47° 12′ 31″ nord, 1° 43′ 43″ ouest              | Image manquante                                 |
|                       |                  | Saint-Nazaire         | Voir la liste des œuvres d'art de Saint-Nazaire | Voir la liste des œuvres d'art de Saint-Nazaire      | Voir la liste des œuvres d'art de Saint-Nazaire | Voir la liste des œuvres d'art de Saint-Nazaire | Voir la liste des œuvres d'art de Saint-Nazaire |
| Cadran solaire        | À déterminer     | Saint-Viaud           | À déterminer                                    |                                                      | 2013                                            | 47° 15′ 31″ nord, 2° 01′ 16″ ouest              | Image manquante                                 |